# Gewog di Gasetsho Om
Il gewog di Gasetsho Om è uno dei quindici raggruppamenti di villaggi del distretto di Wangdue Phodrang, nella regione Centrale, in Bhutan.